# Thomas-Morse MB-3
Thomas-Morse MB-3 byl jednomotorový dvouplošný stíhací letoun vyvinutý americkou společností Thomas-Morse Aircraft. Ve službě byl v letech 1922–1929. Na počátku dvacátých let to byl hlavní stíhací letoun Armádní letecké služby Spojených států amerických (USAAS).

## Historie

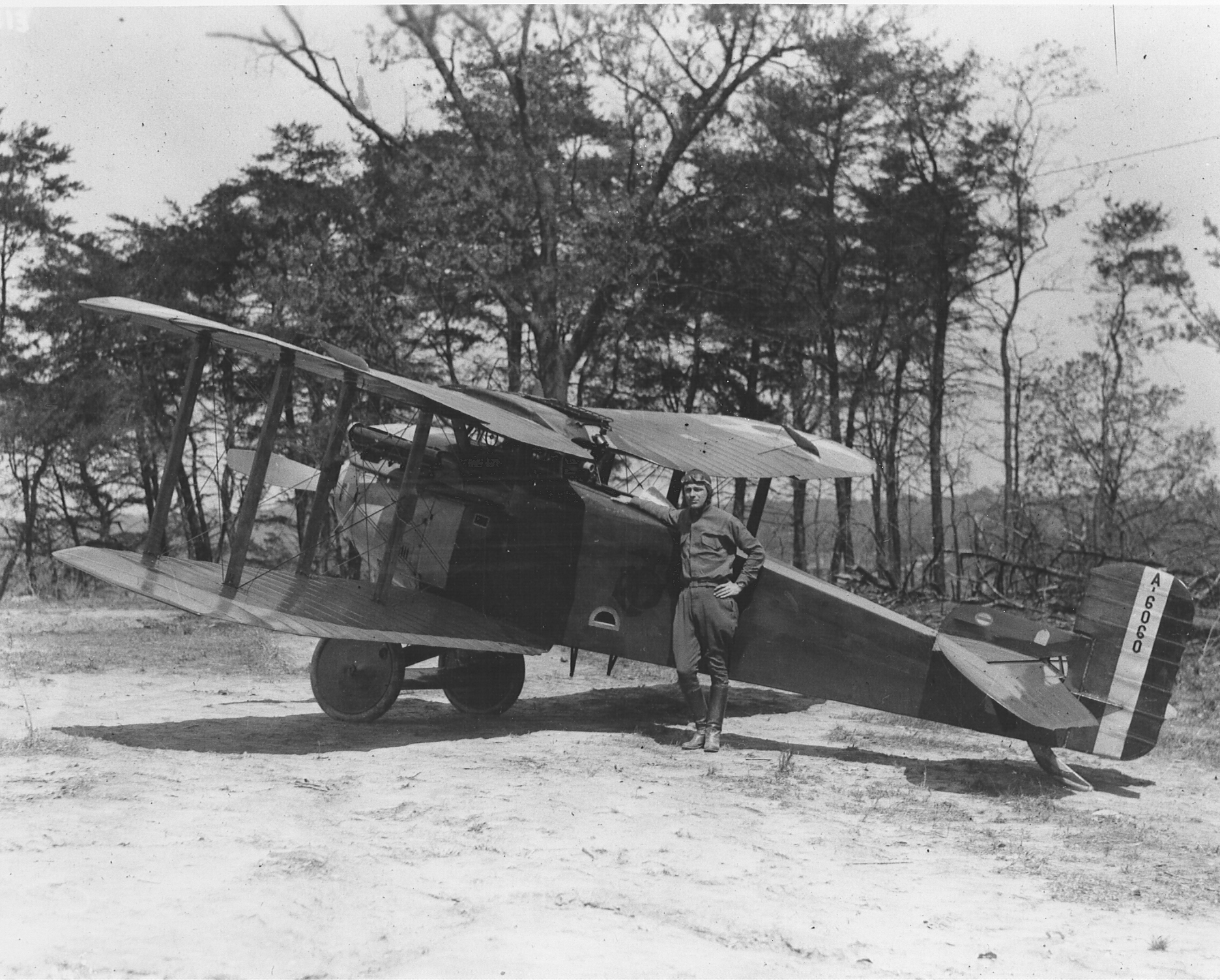
Thomas-Morse MB-3 námořní pěchoty

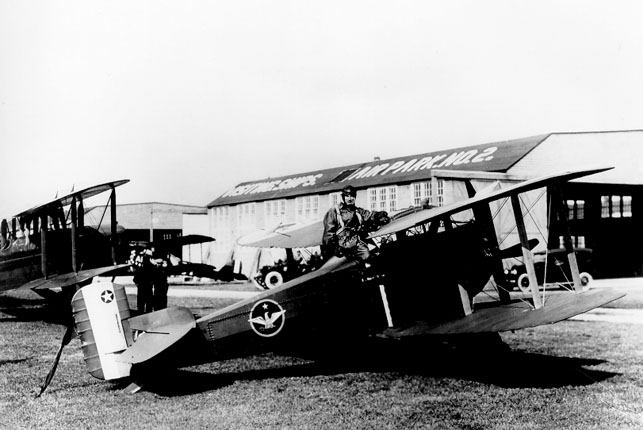
Billy Mitchell u letounu MB-3

V březnu 1918 Armádní letecká služba Spojených států amerických vydala požadavky na vývoj amerického stíhacího letounu s motorem Wright-Hispano H (licenční verze Hispano-Suiza 8) o výkonu 300 hp (220 kW). Společnost Thomas-Morse v září 1918 získala objednávku na čtyři prototypy svého návrhu. První prototyp MB-3 (sériové číslo 40092) absolvoval první let 21. února 1919 v Ithace ve státě New York. Pilotoval jej Frank H. Burnside. Zkoušky pokračovaly na letišti McCook Field v Daytonu v Ohiu. Letoun měl slibné výkony, mezi jeho slabiny patřil špatný výhled pilota, vibrace motoru a jeho špatná dostupnost pro mechaniky. V červnu 1920 armádní letectvo přesto objednalo sériovou výrobu padesáti kusů.
Armádní MB-3 se účastnily i leteckých závodů. V roce 1920 se na Long Islandu konal první ročník závodů Pulitzer Trophy. Pilot Harold Evans Hartney s prototypem MB-3 skončil druhý za závodním speciálem Verville-Packard R-1.
Po úvodní sérii MB-3 pro letectvo bylo objednáno ještě dvanáct MB-3 pro námořní pěchotu. Později byla objednávka přehodnocena, takže deset kusů bylo dokončeno jako MB-3 a zbývající dva byly upraveny na závodní speciály Thomas-Morse MB-6 a Thomas-Morse MB-7. Námořní MB-3 byly dodány do března 1922. Piloti však s nimi nebyli spokojeni, takže je v červenci 1922 koupila armáda a jako MB-3M je využívala ve výcviku.
Na MB-3 navíc navázala rozsáhlá objednávka dalších 200 kusů vylepšené verze MB-3A. Jejich výroba však nebyla zadána společnosti Thomas-Morse, ale vybíralo mezi několika zájemci.  Zakázku v dubnu 1921 získal Boeing, který se tak etabloval jako významný dodavatel vojenských letounů. V lednu 1922 MB-3 do služby zavedlo letectvo, přičemž objednané MB-3A byly dodány do prosince 1922. V letech 1923–1925 MB-3 představoval nejvýznamnější stíhací letoun americké konsturkce. Poté jej nahradily stíhací letouny další generace. Od roku 1926 už sloužily především k výcviku. Poslední byly vyřazeny roku 1929.

## Nehody a incidenty
Databáze Aviation Safety Network obsahuje záznamy o 53 zničených letounech MB-3.

## Výskyt v kultuře

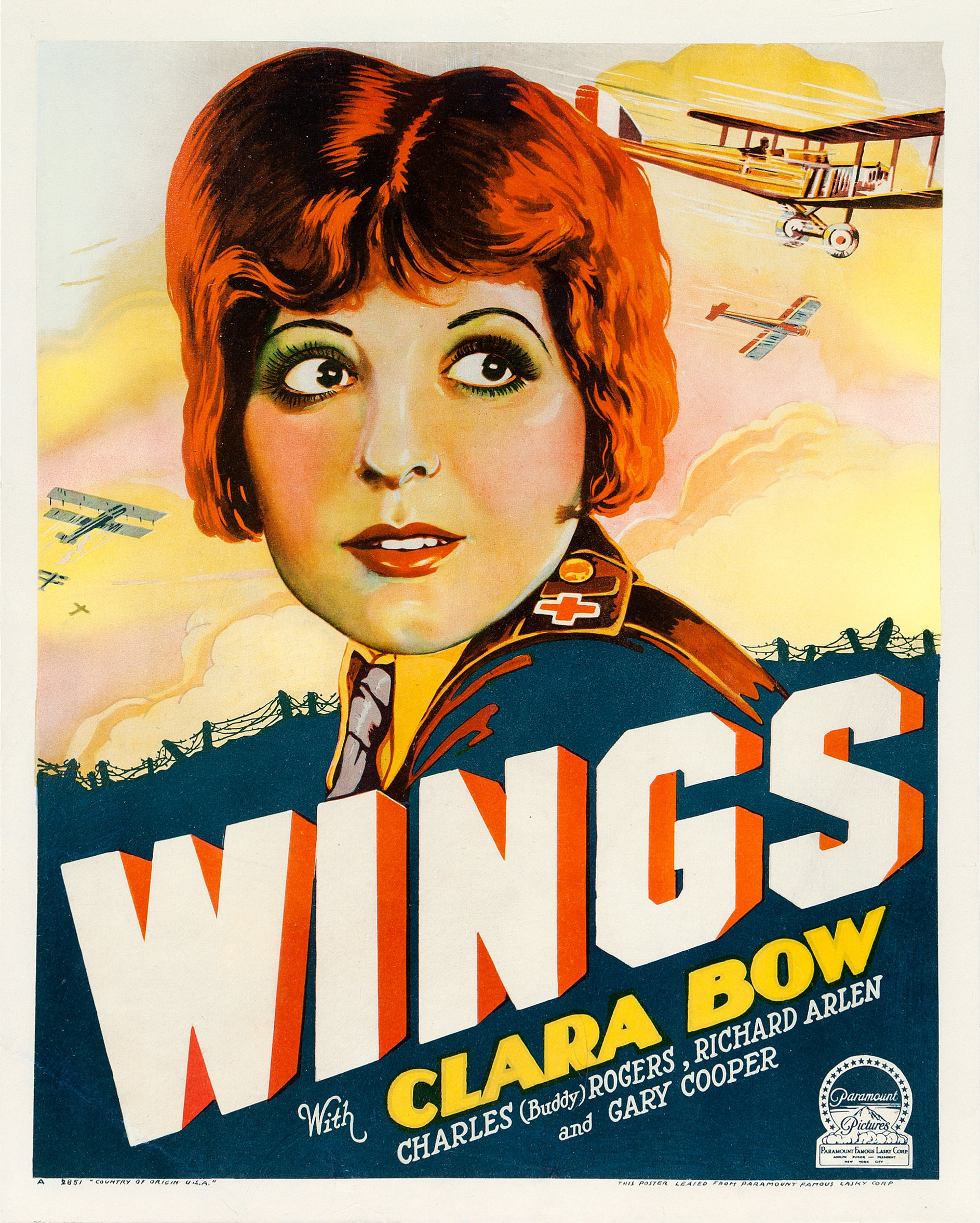
Plakát filmu Wings

Roku 1927 byly MB-3 využity při natáčení amerického válečného filmu Wings (režie William A. Wellman). Ve filmu představovaly francouzské stíhací letouny SPAD S.XIII. Roku 1929 film získal první udělenou cenu Oscar za nejlepší film a dále cenu za nejlepší efekty.

## Popis
MB-3 byl jednomotorový jednomístný dvouplošník. Chladič byl umístěn ve střední části horního křídla. Verze MB-3A měla mimo jiné zpevněnou konstrukci trupu, upravenou ocasní plochu, dva trupové chladiče a čtyřlistou vrtuli. Výzbroj tvořily dva synchronizované 7,62mm kulomety. Někdy je nahradil jeden, nebo dva 12,7mm kulomety.

## Verze
- MB-3 – Základní verze. Čtyři prototypy a šedesát sériových letounů.
- MB-3A – Vylepšená verze. 200 kusů.
- MB-3M – Deset strojů MB-3 předaných námořní pěchotou armádě k využití ve výcviku.